# ويفلاند
ويفلاند (مسيسيبي) (بالإنجليزية: Waveland, Mississippi)‏ هي مدينة تقع في الولايات المتحدة في Hancock County.  يقدر عدد سكانها بـ 6,674 نسمة ومساحتها 17.6 كم2  وترتفع عن سطح البحر 5 متر.